# Трилобіти
Трилобі́ти (лат. Trilobita) — клас вимерлих морських членистоногих, для яких характерний поділ панцира на три поздовжні частини. Займали різноманітні екологічні ніші. З'явилися на початку кембрію, наприкінці ордовика різко скорочується загальна кількість видів, у період силуру й девону скорочення числа триває, а до середини пермського періоду вимирають усі трилобіти. Мають велике значення для стратиграфії нижнього палеозою.

## Морфологія

1) цефалон; 2) торакс; 3) пігідій.

Трилобіти мали сплющене тіло еліптичної форми, у більшості довжина сягала 3—10 см (рідко 5 мм або 45—70 см). Тіло складалося з головного (цефалона), тулубного (торакса) і хвостового (пігідія) відділів. Двома поздовжними борознами воно поділялося на осьову і дві бічні частини. Зі спинної сторони було покрите сильно мінералізованим хітиновим покривом, з черевної — тонкою невапняковою мембраною. Головний відділ за формою нагадував щит, осьова частина (глабелла) якого була гладка або з борознами (1—4), які поділяли його на лопасті. По боках глабелли розташовувалися щоки з очима — фасетковими (зі щільно притиснутими багатокутними лінзами, число яких сягало до 15 000) або агрегатними (з двоопуклих лінз числом від 2 до 300—400). Форма очей зазвичай була круглою, але зустрічалися й напівкруглі чи серпоподібні. В деяких видів очі містилися на стеблоподібних виростах. Кількість лінз могла зростати в міру линьок трилобіта. Деякі трилобіти не мали очей.
На нижньому боці головного щита були розташовані пара вусиків (антен), п'ять пар неспеціалізованих кінцівок і рот. Органами дихання слугували перисті зябра. Шлунок із так званими печінковими відростками перебував під передньою частиною глабелли. Від нього до хвостового відділу тяглася довга тонка кишка. Тулуб складався з 2—44 рухомо поєднаних сегментів; хвостовий відділ — з декількох сегментів (лише ранньокембрійські оленелліди мали хвостовий сегмент). Часто покриви хвостового відділу зливалися, утворюючи хвостовий щит різних розмірів і форми. До тулубних і хвостових сегментів прикріплювалися кінцівки, які слугували для повзання по дну і плавання. Центральна нервова система складалася з фронтального ганглія та двох великих нервових вузлів у голові, та парних гангліїв у кожному сегменті тулуба. Трилобіти були роздільностатевими. Точне розташування статевих органів не встановлене, проте відомо, що самиці зберігали яйця під спеціальними буграми на цефалоні.
Мало відомо про забарвлення трилобітів. Проте зрідка трапляються сліди пігментів, збережені в панцирах, що свідчать про плямисте й смугасте забарвлення деяких видів. Декотрі трилобіти володіли яскравими покривами, наприклад, ранньодевонський Barrandeops cf. granulops мав червоний панцир і зелені очі.

## Спосіб життя

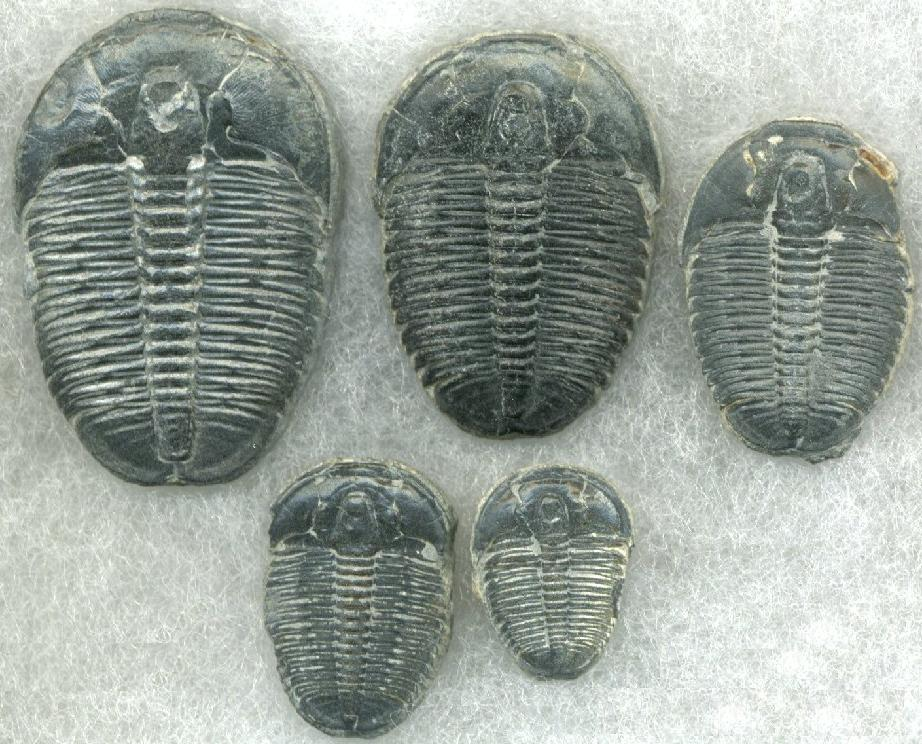
Elrathia kingii різного віку

### Середовище життя
Зустрічалися повзаючі по дну, риючі та плаваючі трилобіти. Личинки трилобітів, ймовірно, вели планктонний спосіб життя. Багато дорослих трилобітів були здатні згортатися, захищаючи вразливе черевце. Декотрі трилобіти мали шипи чи борозни й заглиблення, що посилювали жорсткість панцира. Їхніми природними ворогами були крупні ракоподібні, хижі черви, молюски та риби.

### Харчування
Серед трилобітів деякі групи харчувалися органічними рештками, інші — дрібними безхребетними, частина фільтрувала мул, а деякі харчувалися планктоном. Відомо про кілька видів, які були всеїдними. Багато трилобітів, ймовірно, були хижаками, а щелепи їм замінювали видозмінені придатки на основах кінцівок (гнатобази). Ранні трилобіти переважно були хижаками чи падальниками.

### Розмноження
Збереглися скам'янілі яйця та личинки трилобітів. Вважається, що трилобіти були двостатевими. Самиці деяких видів зберігали яйця та личинок у виводковій сумці під цефалоном. Імовірно, трилобіти здійснювали міграції для спарювання і були здатні до колективної поведінки, координуючи свої переміщення за хімічними сигналами.

### Онтогенез
Розвиток трилобітів відбувалося з метаморфозом: яйце, личинка, доросла особина. Личинки вилуплювалися з яєць, маючи близько 1 мм завдовжки. Володіли цілісним тілом, яке з часом відрощувало сегменти. Значну частку викопних знахідок трилобітів складають їхній спинні панцири, які тварини по частинах, починаючи з голови, скидали під час линьки.

## Еволюція
Трилобіти відомі вже з раннього кембрію. Їхнє походження пов'язується з такими істотами, як Spriggina floundersi, що мала сегментований панцир і риси, котрі ріднять її з кільчастими червами. Можливо, трилобіти походять від тварин на кшталт Bomakellia kelleri, котра мала цефалон і незахищене сегментоване тіло, поділене на три ряди. Також їх походження можливе від едіакарських щитоподібних тварин роду Parvancorina.

## Історія досліджень
Перша згадка трилобітів у науці датується 1679 роком. Валлійський натураліст Едвард Ллуйд описав у листі (пізніше опублікованому в «Philosophical Transactions of the Royal Society») до англійського землевпорядника Мартіна Лістера скам'янілі рештки, котрі він вважав рештками пласкої риби на кшталт камбали. В 1771 році німецький натураліст Йоган Вальх визнав подібних істот окремою групою тварин і дав їй назву «трилобіти» (від tri — «три» та lobos — «частини», тобто «тричастинні»). Французький палеонтолог Александр Броньяр у 1822 визначив трилобітів як членистоногих, споріднених з ракоподібними. Родерік Мерчісон активно використовував трилобітів для датування гірських порід і виділив багато видів трилобітів. Зокрема, його дослідження дозволили уточнити рамки відкладів силурійського періоду. До середини XIX століття стало відомо кілька сотень видів трилобітів. Переважно вони вважалися ракоподібними, або близькими до них. Бувши єдиними відомими членистоногими кембрійського періоду, вони часто вважалися предками всіх членистоногих взагалі.
Тривалий час будова кінцівок трилобітів лишалася невідомою, оскільки вони не були так мінералізовані, як панцирі, та не зберігалися. Проте американський палеонтолог Шарль Дуліттл Волкотт у 1876 році знайшов залишки виду Ceraurus pleurexanthemus з мінералізованими ногами. Він приписав їм плавальну функцію. В 1893 Чарльз Бічер завдяки знахідці одного зі своїх студентів, визначив у трилобітів роду Triarthrus наявність вусиків. З часом кількість подібних знахідок зростала і до XX століття наявність у трилобітів вусиків стала загальновизнаною.
У 1970-і Кеннет Тове проводив дослідження очей трилобітів, установивши, що їхні очі могли забезпечувати чіткий зір. У 1980-і Гаррі Віттінгтон довів, що деякі трилобіти були активними хижаками. Разом з учнями Дереком Бріггсом і Саймоном Моррісом він припустив, що різні групи членистоногих розвивалися паралельно і трилобіти не є предками яких-небудь сучасних тварин. Згідно з теперішніми уявленнями, найближчими родичами трилобітів за сучасності є мечехвости. Рудольфу Кауфману, Пітеру Шелдону та Річарду Форті належить значний внесок у дослідження онтогенезу трилобітів, виділення їхніх личиночних форм, розвитку в пізніших форм трилобітів неотенії. В 1999 в Канаді було знайдено найбільшого відомого трилобіта Isotelus rex, завдовжки 72 см.
У 2006 році в Марокко відбулася знахідка трилобіта з точними слідами прижиттєвого забарвлення. У 2019 також у Марокко було виявлено скам'янілих ордовицьких трилобітів, які пересувалися рядками. Це свідчить, що саме трилобіти проявляли найранішу групову поведінку.

## Трилобіти в культурі
Відомо про знахідки прикрас первісних людей доби пізнього палеоліту, що були виготовлені зі скам'янілих трилобітів. Такі зокрема знайдені в Трилобітовому гроті у Франції. Зрідка скам'янілості використовуються для створення брошок, підвісок, застосовуються в магічних обрядах. Трилобіта зображено на гербі й прапорі іспанського муніципалітету Муреро та англійського міста Дадлі. Також трилобіт міститься на емблемі Чеського геологічного товариства.
Значну увагу трилобітам приділено в документальних фільмах BBC «Прогулянки з морськими чудовиськами» (2003) та «Перше життя» (2010). Як агресивних хижаків їх зображено в фільмі жахів «Заморожений жах» (2002).

## Ряди

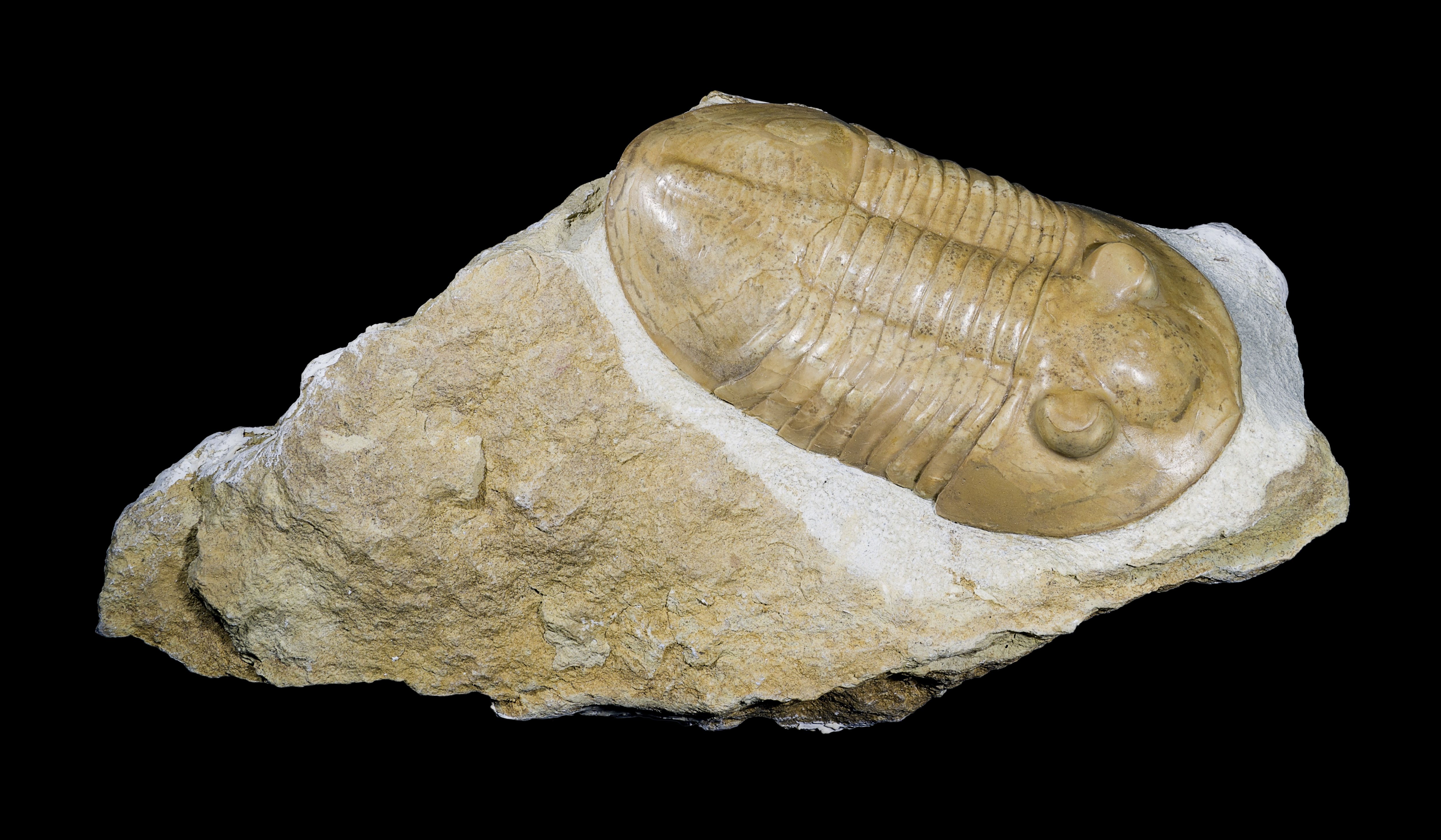
Pseudoasaphus praecurrens

- Agnostida
- Asaphida
- Corynexochida
- Harpetida
- Nectaspida
- Redlichiida
- Lichida
- Phacopida
- Proetida
- Ptychopariida

## Різноманітність трилобітів

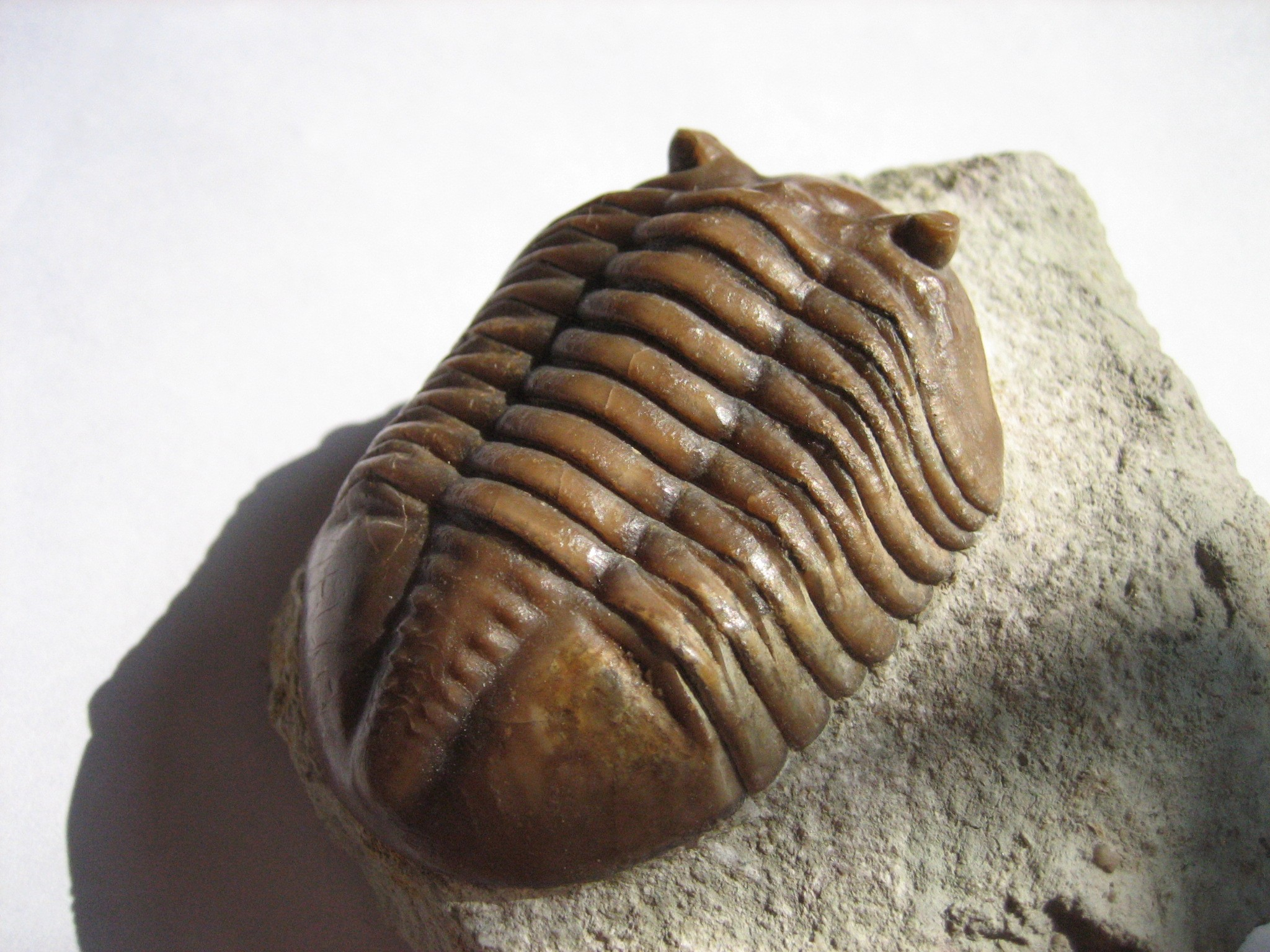
Asaphus expansus
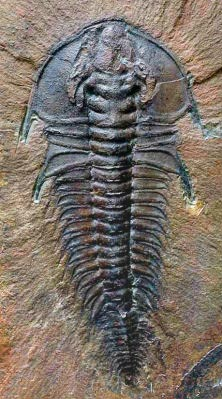
Mesonacis vermontanus
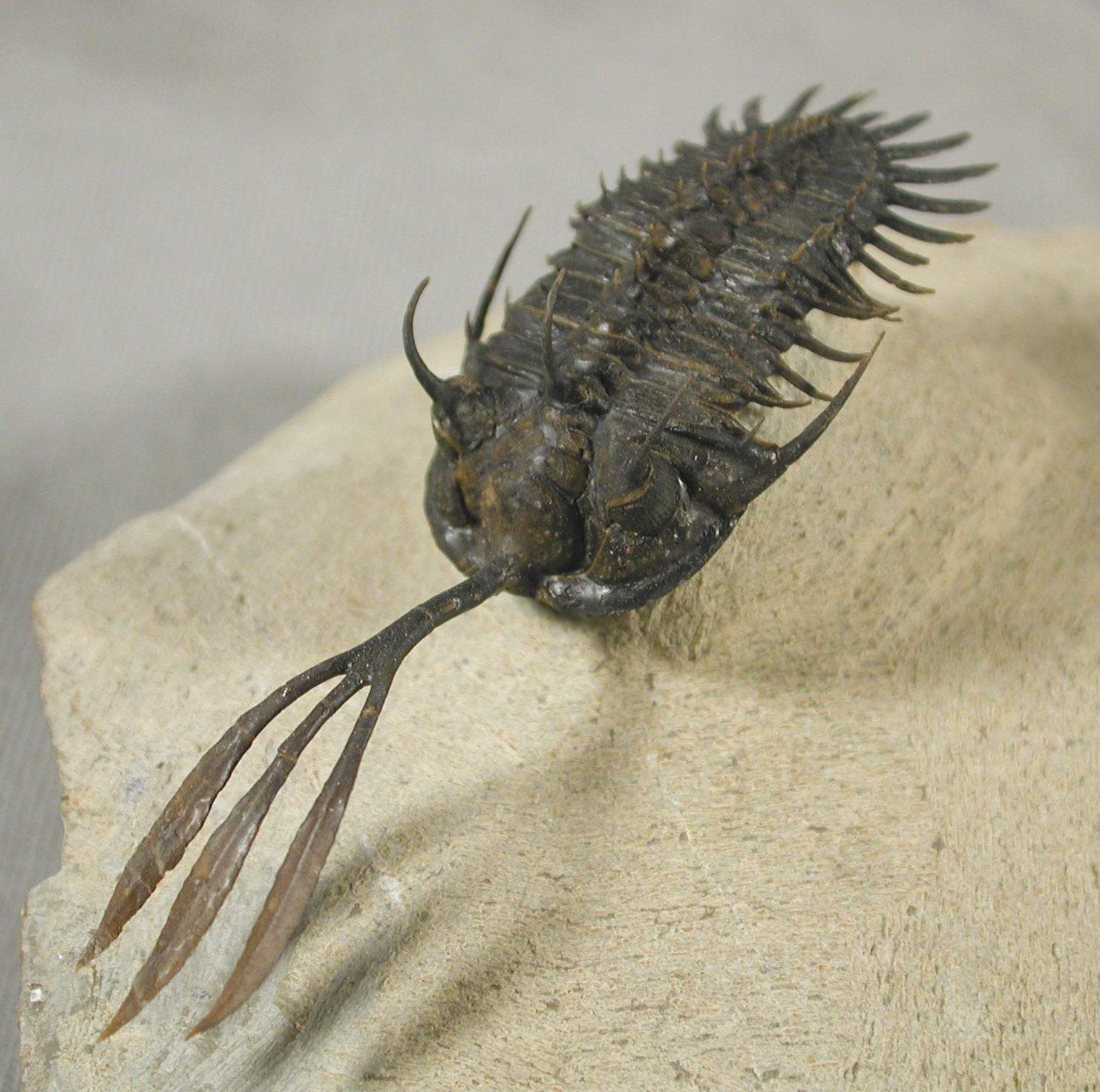
Walliserops trifurcatus
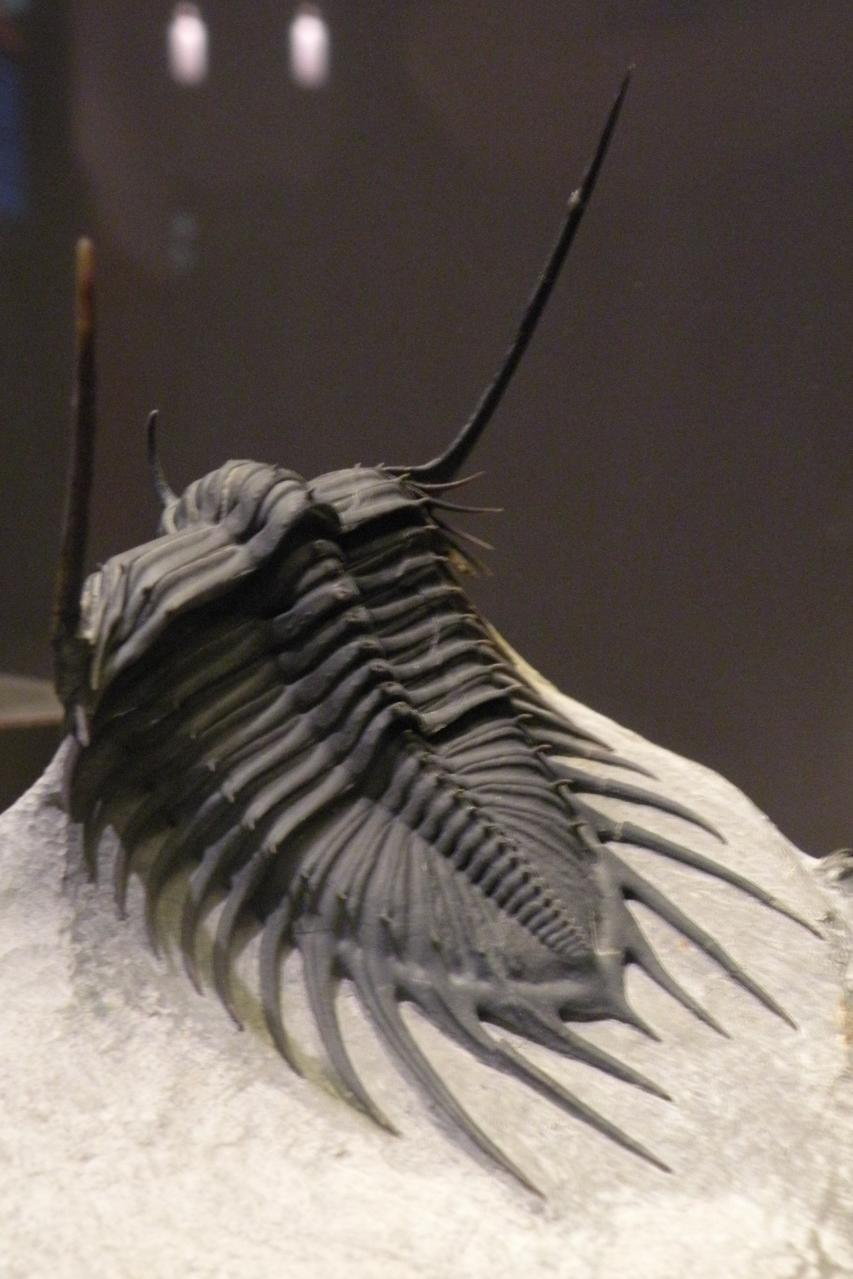
Psychopyge elegans
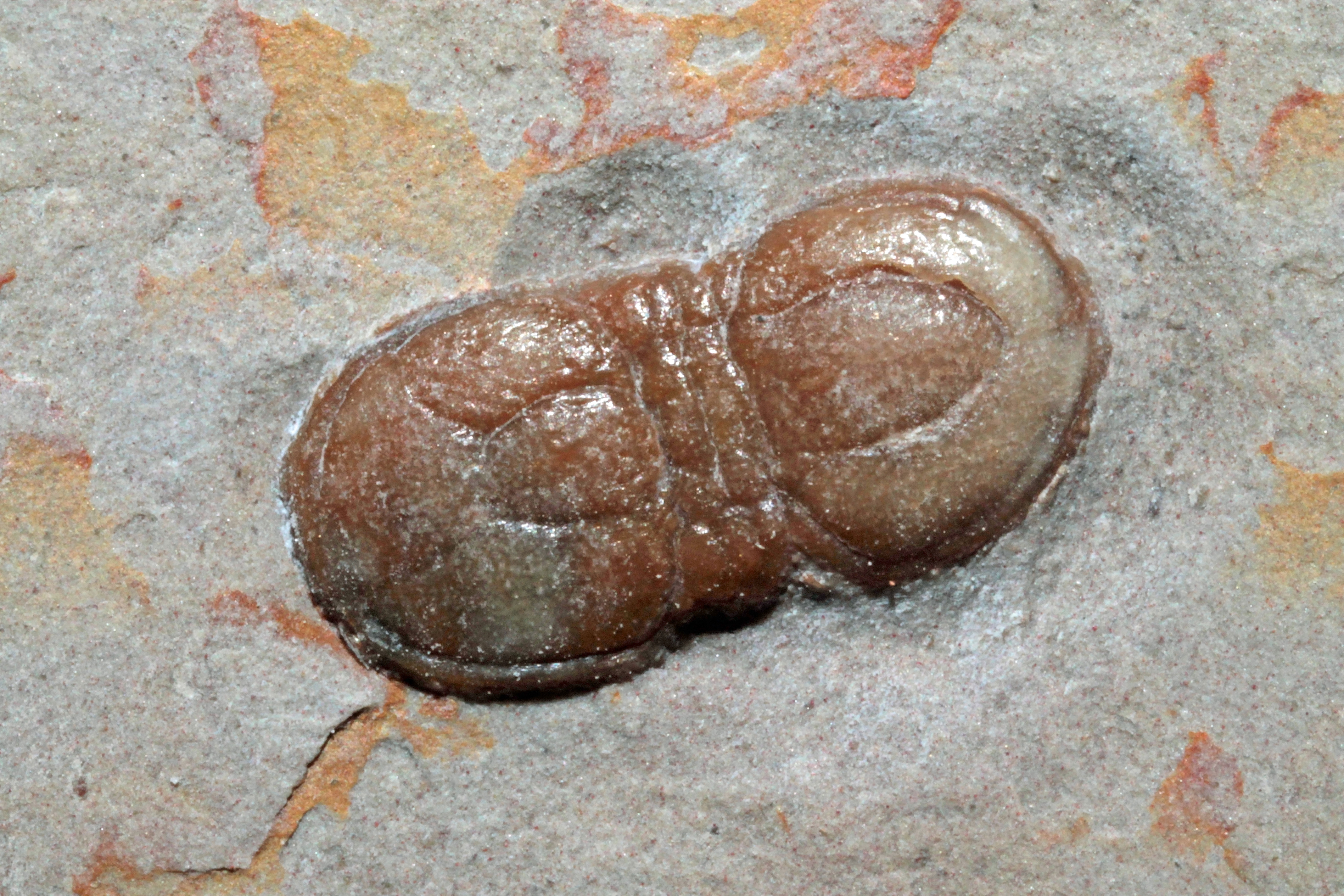
Hypagnostus parvifrons
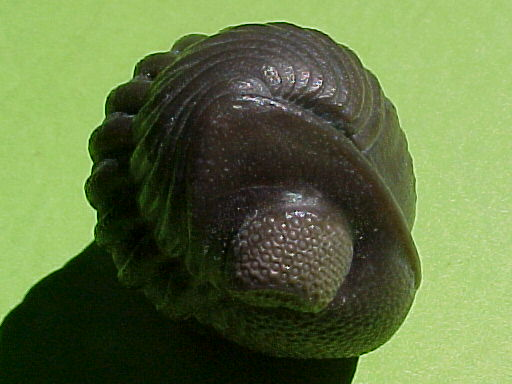
Згорнутий Eldredgeops rana
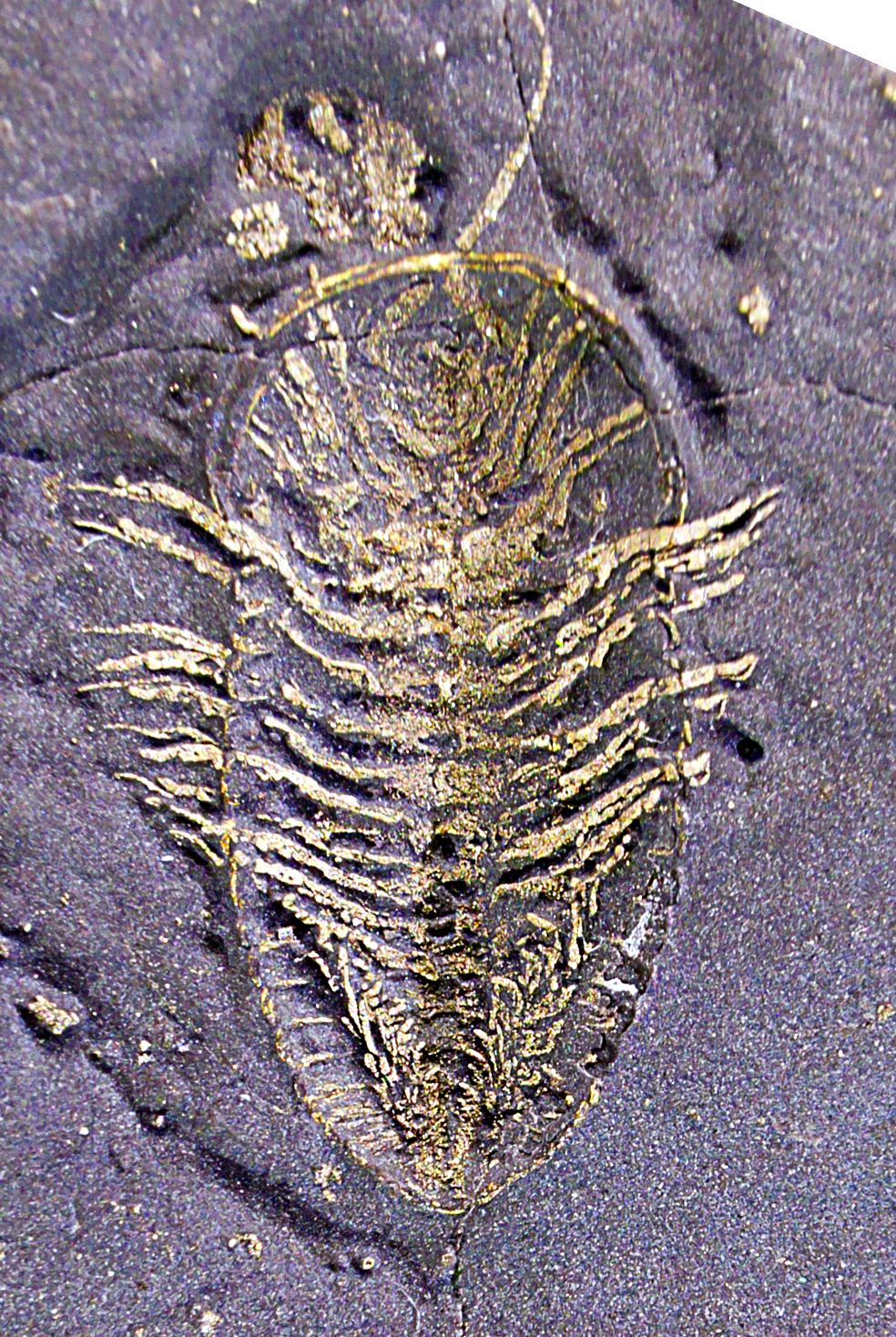
Triarthrus eatoni, вигляд знизу
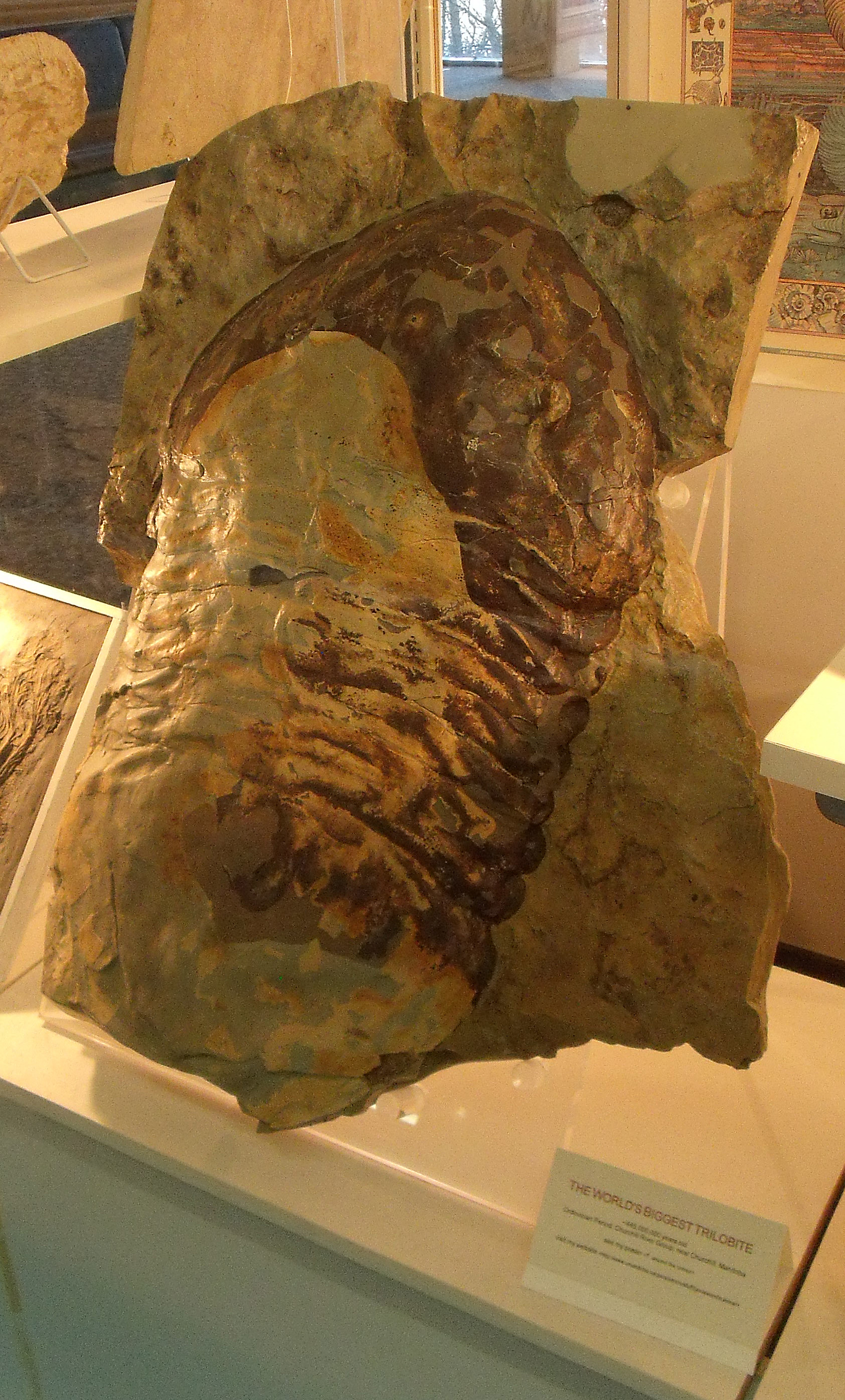
Isotelus rex, найбільший відомий трилобіт
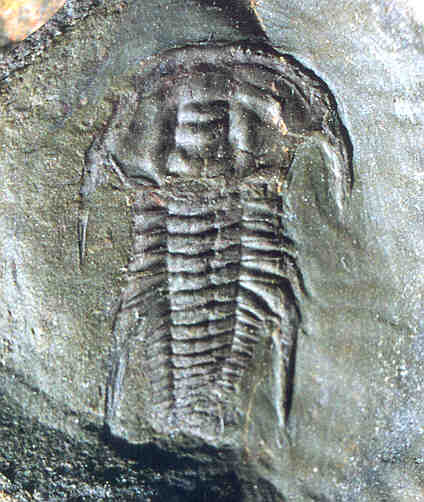
Emuella polymera, трилобіт сімейства Emuellidae